# Victor Volcinschi
Victor Volcinschi (n. 22 aprilie 1933, Bădragii Vechi, raionul Edineț, Republica Moldova – d. 24 iunie 2018, Chișinău, Republica Moldova) a fost un jurist, doctor în drept, profesor și poet din Republica Moldova.

## Activitate
Victor Volcinschi a publicat în principal în domeniul dreptului (despre drept roman), o bună parte din cărțile sale de specialitate concentrându-se în jurul conceptelor de drept privat roman.

## Distincții
Victor Volcinschi a fost decorat cu următoarele distincții de stat ale Republicii Moldova:
- 1999: Medalia „Meritul Civic”[2]
- 2009: Ordinul Republicii[3]
- 2013: Titlul „Om Emerit”[4]

### Interviuri
- "Acasă la Victor Volcinschi", Reportaj realizat de Alexandru Fosa 20 iulie 2017